# Esfir Šubová
Esfir Iljinična Šubová (rusky Эсфи́рь Ильи́нична Шуб; 16. březen 1894 – 21. září 1959) byla sovětská filmová režisérka dokumentárních filmů. Svým dílem potvrdila tvůrčí roli střihové skladby a odkryla nové možnosti publicistického filmu, který montovala a vytvářela pomocí již dříve natočeného dokumentárního filmového materiálu (např. ve filmu Pád dynastie Romanovců).
Pád dynastie Romanovců, Rusko Nikolaje II., Lev Tolstoj a Velká cesta byly sestříhány hlavně z historických kronik. Zdrojem byly autorce také filmové aktuality, natočené v Evropě i v Americe. Při dotáčení některých scén závěrečné části tohoto dokumentárního cyklu byla Esfir Šubová v Leningradě svědkem Ejzenštejnovy práce na jeho slavném snímku Deset dnů, které otřásly světem, jenž vznikal k desátému výročí říjnové revoluce. „Práce na této trilogii mě přesvědčila o tom, že velkou historii našich dnů je třeba ukázat se vší odpovědností a nelze ji zaměňovat 'hrou' na historii," řekla o svých snímcích sama Esfir Šubová.